# Bovino di Heck
Il Bovino di Heck, noto anche come uro rinato o uro di Heck, è una razza bovina domestica frutto di un esperimento di breeding back operato dai fratelli Heinz e Lutz Heck negli anni venti e trenta del XX secolo per ricreare l'estinto uro, partendo da razze bovine domestiche. Il metodo scientifico applicato all'esperimento ed il suo effettivo successo sono oggi oggetto di forte controversia. Ci sono differenze considerevoli tra i bovini di Heck e gli uri in termini di corporatura, altezza e proporzioni del corpo. Inoltre, ci sono altre razze bovine che assomigliano ai loro antenati selvaggi almeno quanto il bestiame Heck.

## Storia
I bovini Heck sono nati in Germania negli anni venti e trenta nel tentativo di riportare i bovini domestici alla loro forma ancestrale, l'uro (Bos primigenius). Nei primi anni della Repubblica di Weimar, i fratelli Heinz e Lutz Heck iniziarono autonomamente i loro ampi programmi di riproduzione. La loro motivazione era quella di salvare l'uro dall'oblio perché era costantemente confuso con il bisonte europeo, l'altro grande bovino dell'Europa dell'Olocene. I fratelli Heck credevano che creare un sosia dell'uro ed esibire entrambe le specie l'una accanto all'altra avrebbe aiutato ad evidenziarne le differenze al grande pubblico. Ciò premesso, gli Heck credevano d'essere in grado di ricostruire la specie e quindi di correggere l'errore commesso dall'uomo quando la sterminò. Heinz Heck era il direttore dei giardini zoologici Hellabrunn di Monaco e Lutz del Zoologischer Garten Berlin. Solo undici anni dopo aver iniziato i loro esperimenti di allevamento, proprio mentre la Repubblica di Weimar stava per concludersi, ognuno di loro annunciò il successo

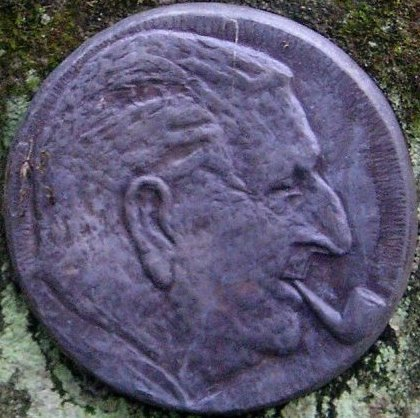
Heinz Heck
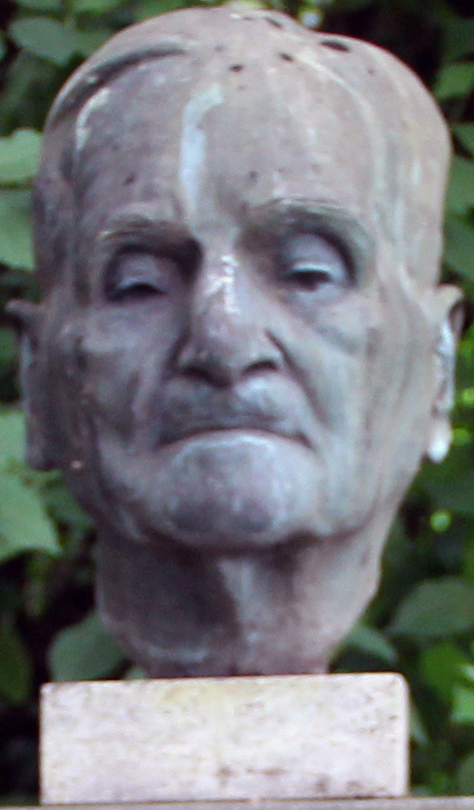
Lutz Heck

I fratelli Heck usarono diverse razze bovine nei loro esperimenti: es. Lutz Heck, a Berlino, usava tori da combattimento spagnoli per selezionare una razza aggressiva che avrebbe compiaciuto i cacciatori (nella fattispecie il suo benefattore Hermann Göring), mentre Heinz Heck, a Monaco di Baviera, no. Sembra che la razza berlinese non sia sopravvissuta alla seconda guerra mondiale, quindi tutti i moderni bovini Heck discendono dagli esemplari selezionati da Heinz Heck a Monaco. Le razze ancestrali utilizzate includevano:

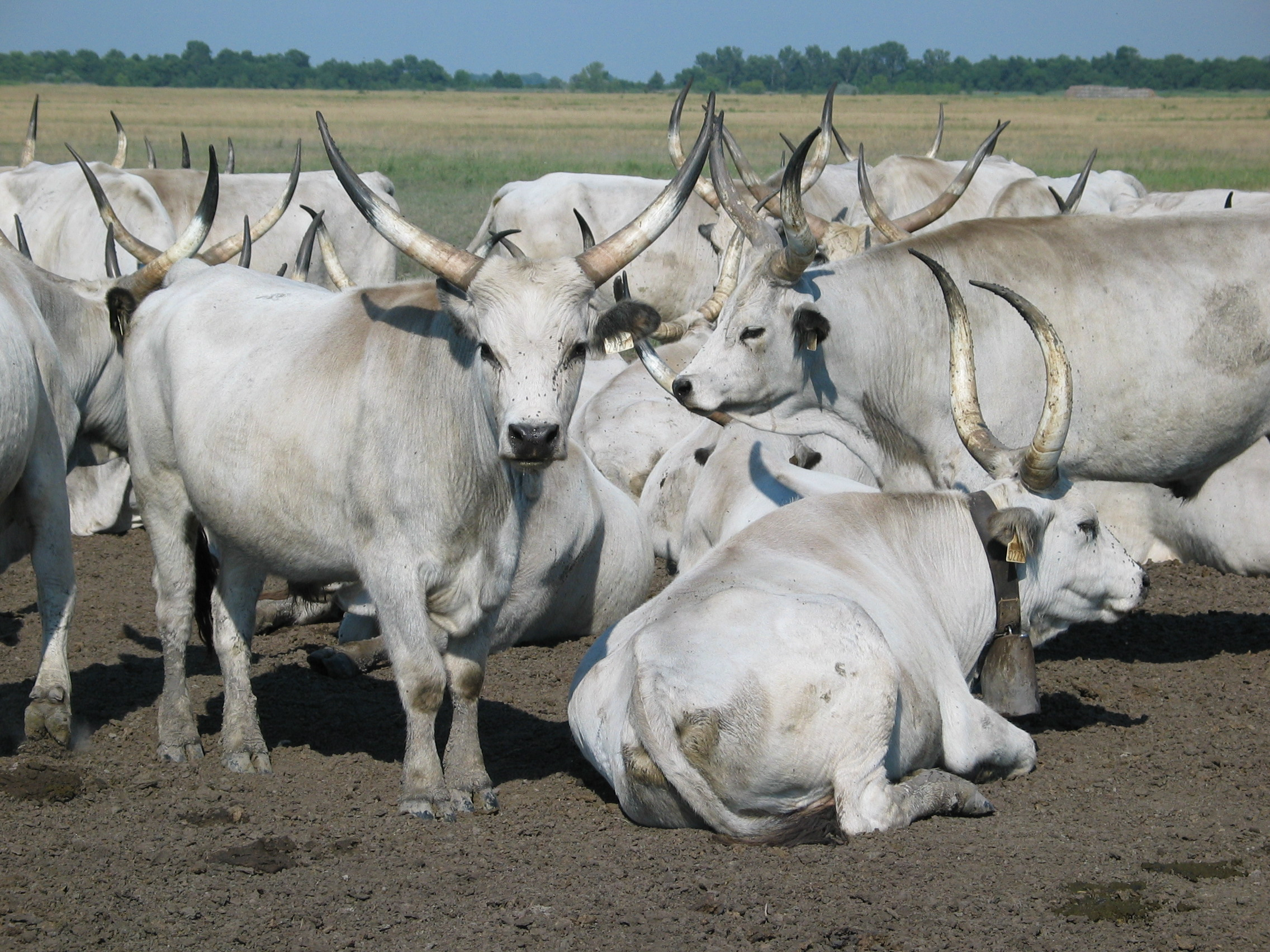
Grigia ungherese
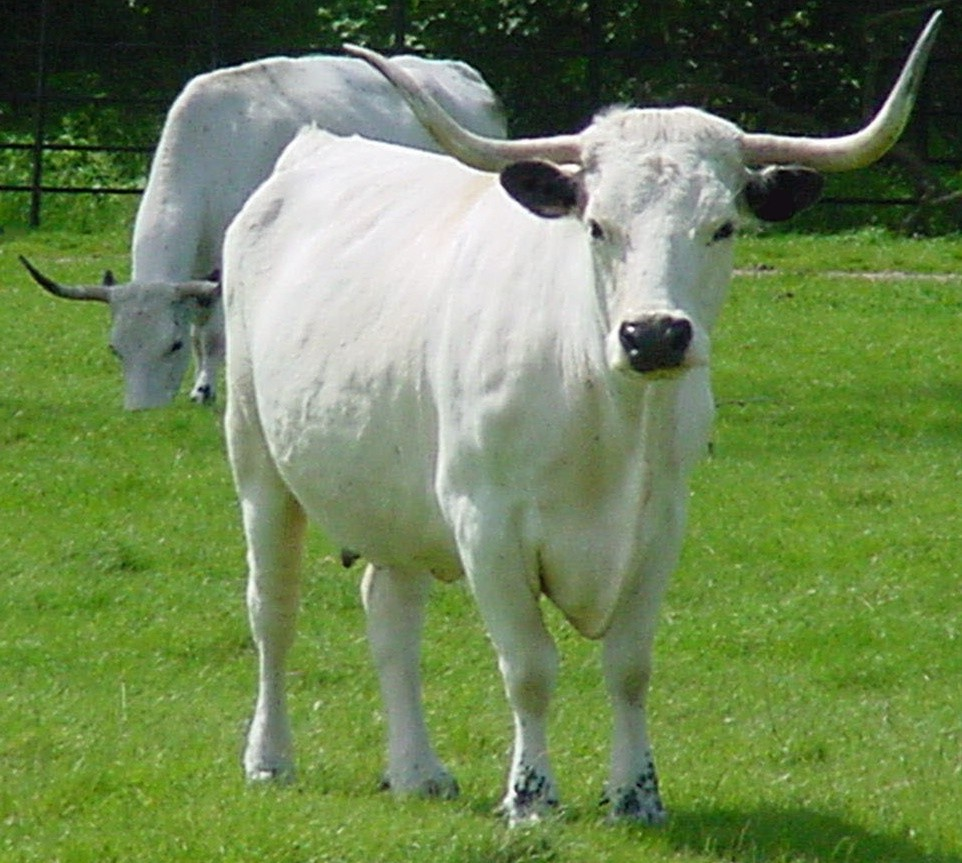
White Park
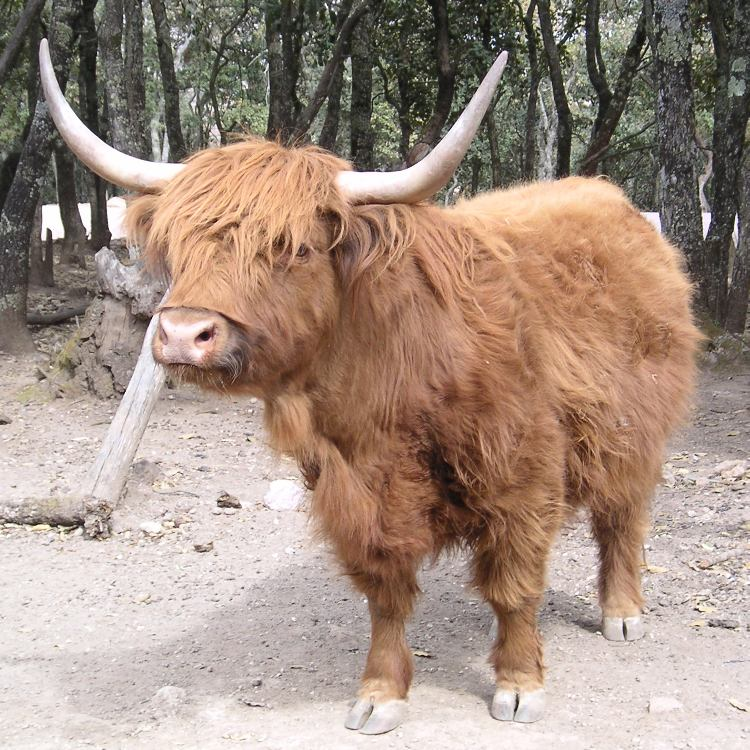
Highlander
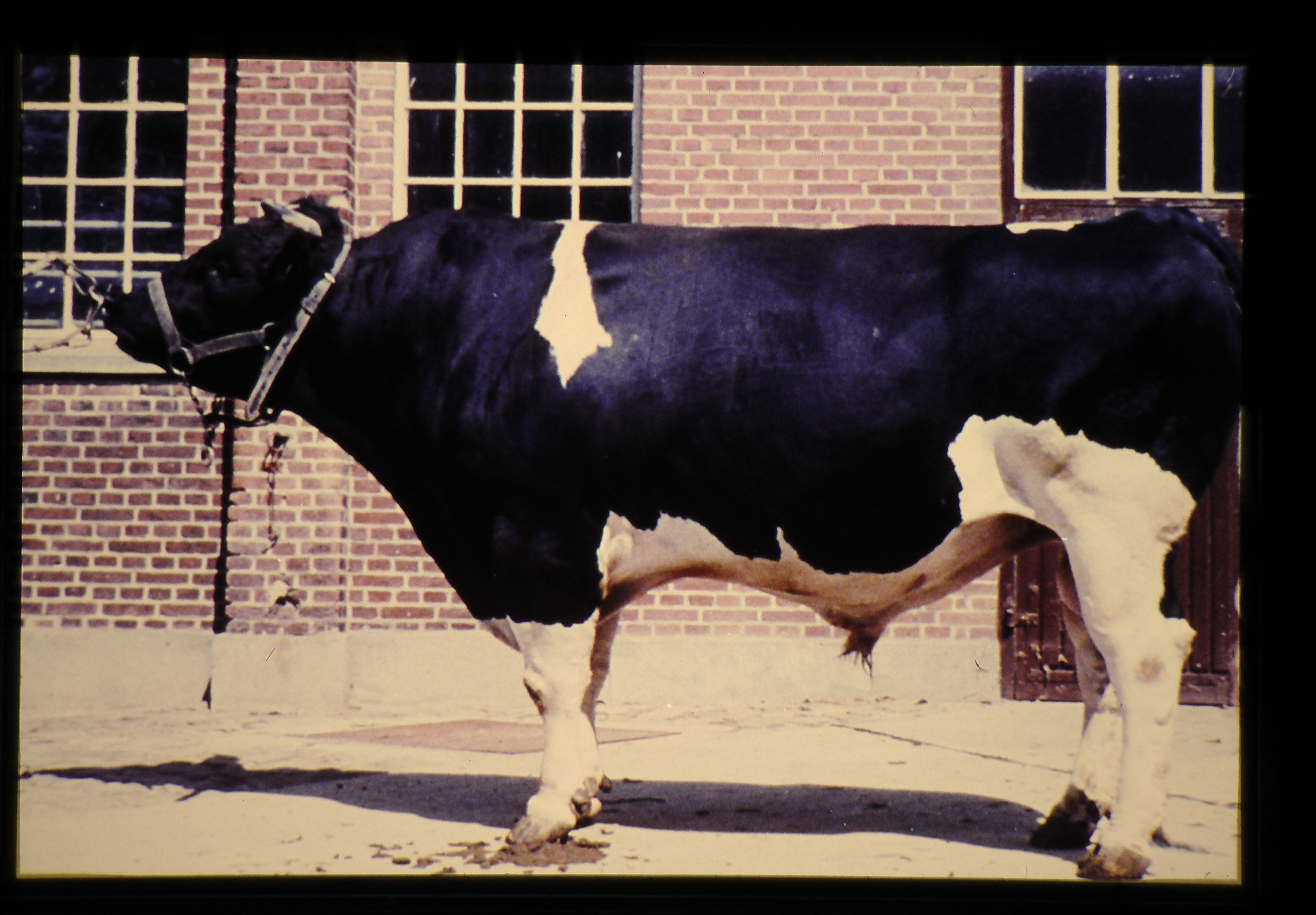
Pezzata tedesca
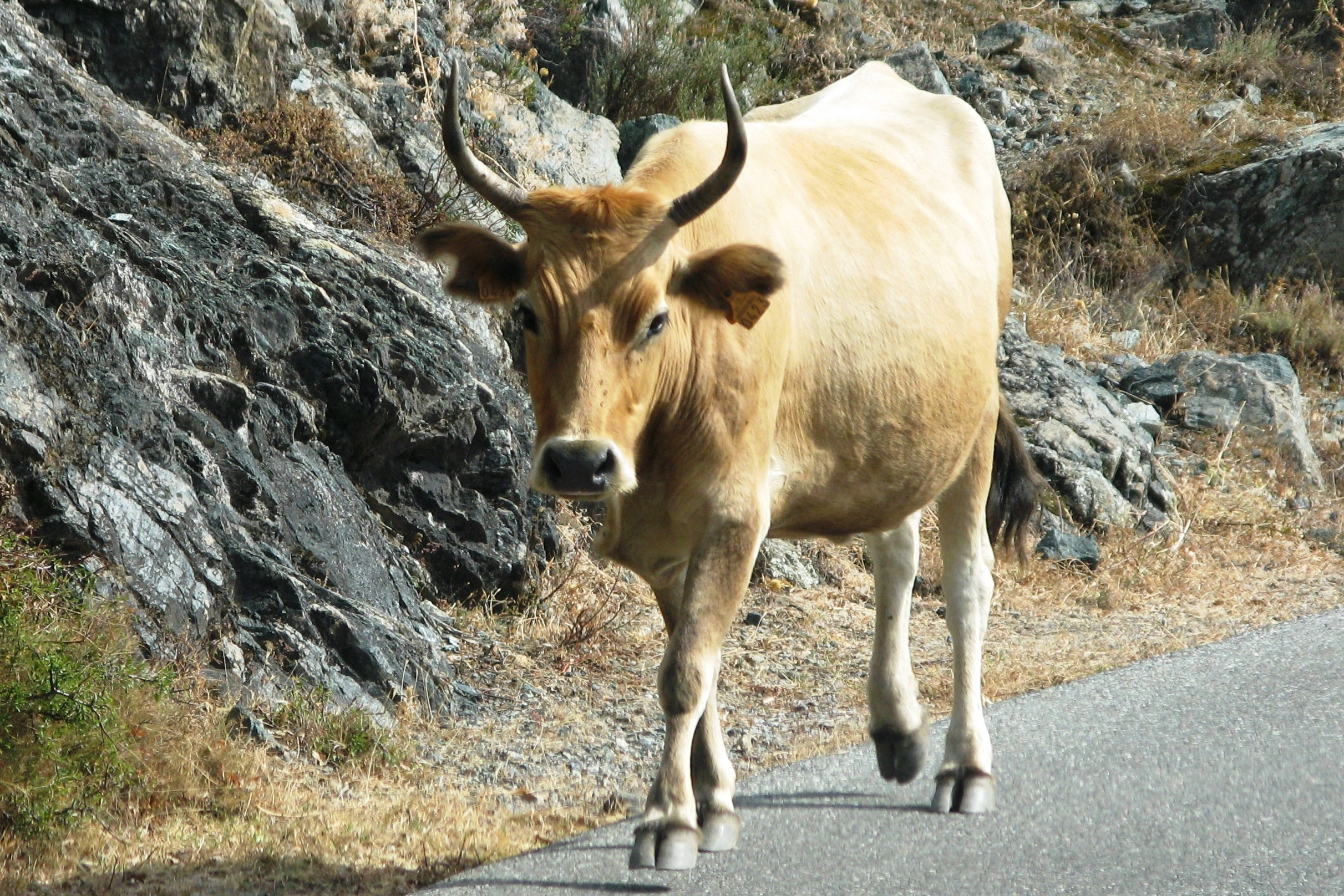
Corsicana
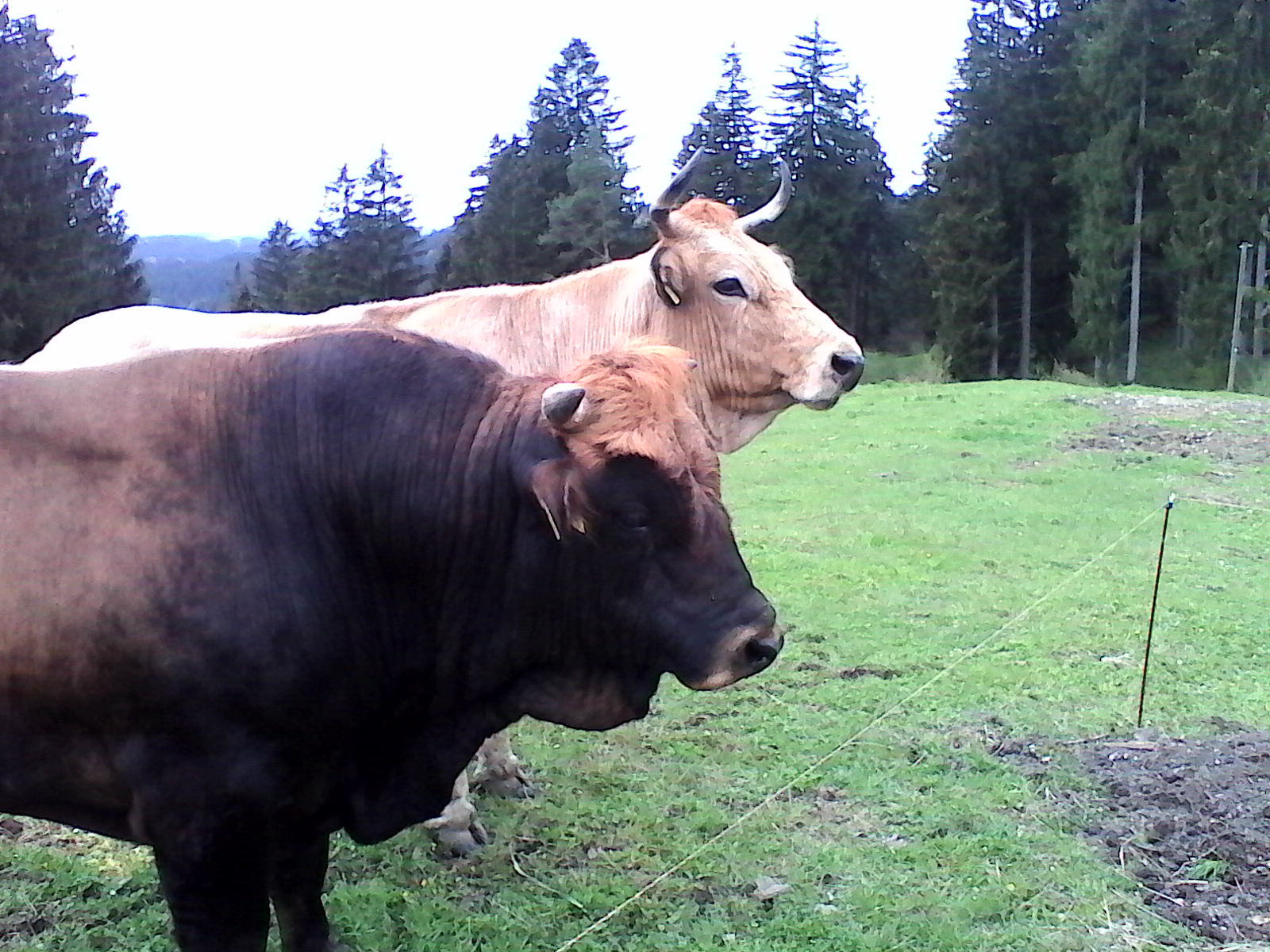
Murnau-Werdenfels
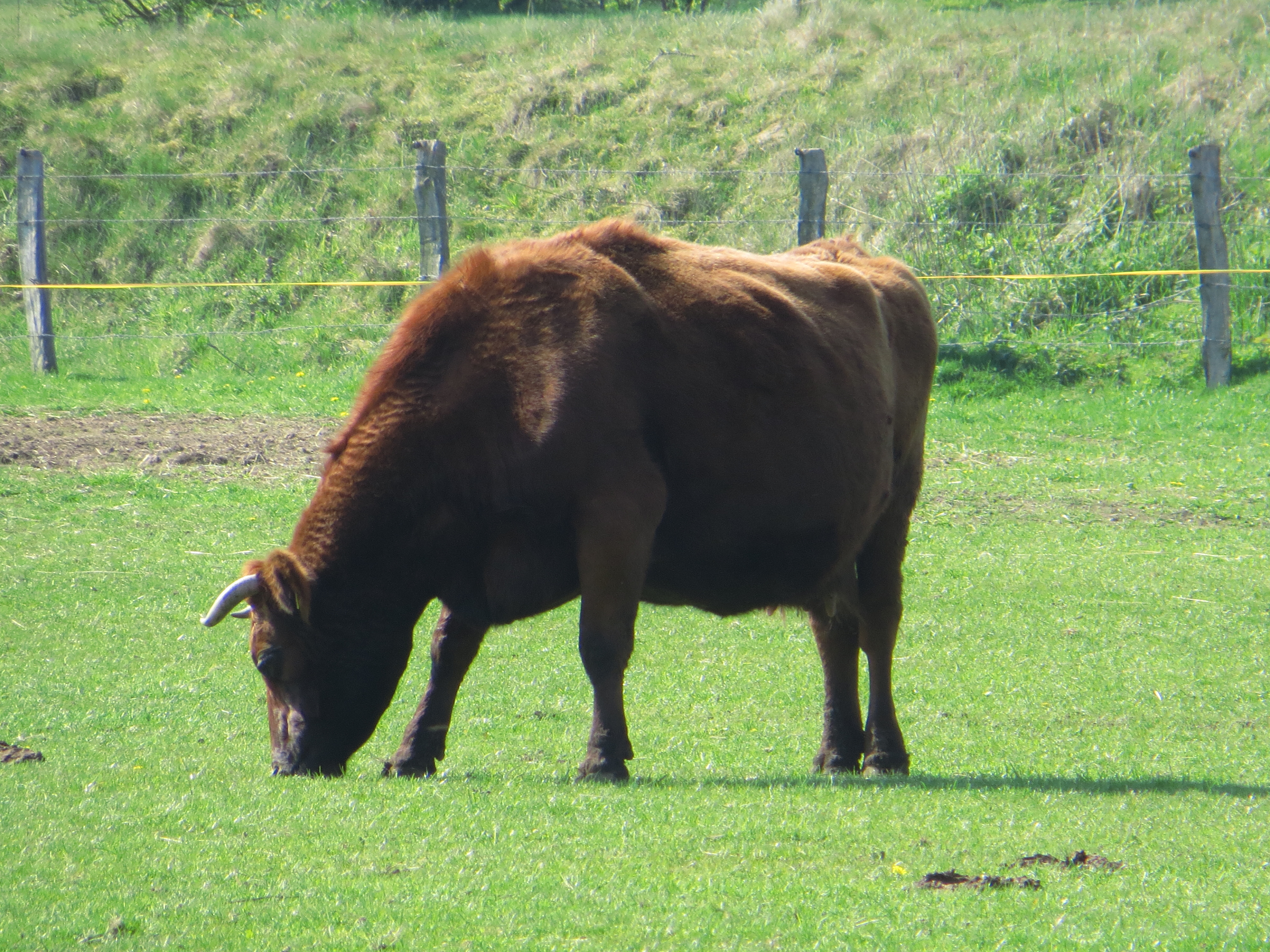
Angeln
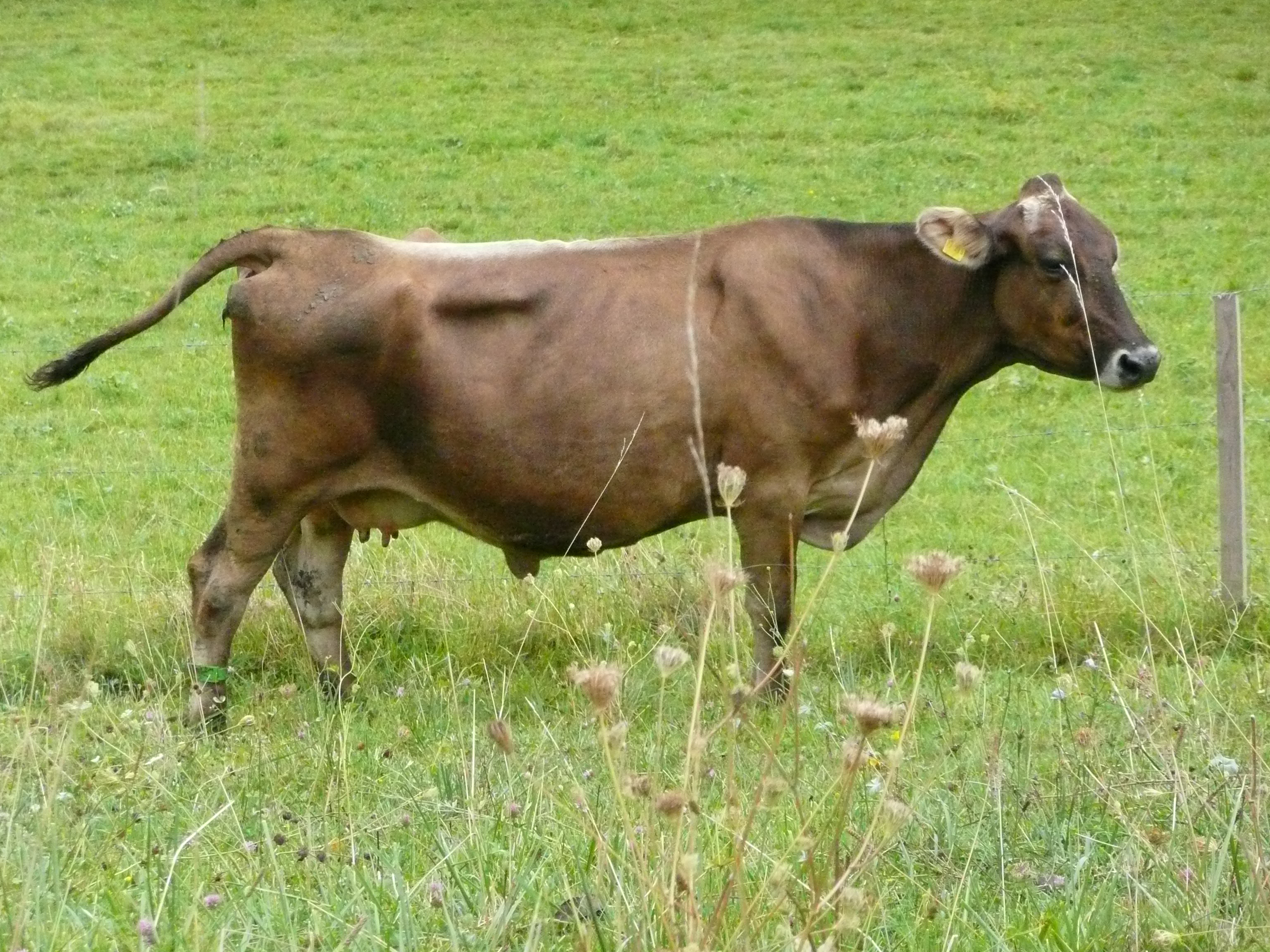
Braunvieh ("Bruna svizzera antica")

Nel 1932 nacque il primo toro che Heinz Heck riteneva somigliasse agli uro, chiamato Glachl: era al 75% Corsicano ed al 25% un miscuglio di Grigia ungherese, Pezzata, Highlander e Angeln. Questo toro e suo padre furono successivamente usati in altre razze per aumentare di peso. Di conseguenza, la maggior parte dei moderni bovini Heck risale ai bovini da latte e carne dell'Europa centrale integrati da bovini di altre regioni. I sostenitori del Bovino di Heck affermano spesso che i risultati dell'allevamento di Heinz e Lutz sembravano in gran parte identici, "dimostrando il successo" del loro esperimento. Tuttavia, gli Heck di Berlino e di Monaco non sembravano molto simili.
Nello zoo di Duisburg, una mucca Watussi, razza mezza-zebina, è stata incrociata con un toro Heck. Alcuni moderni bovini Heck, principalmente quelli con corna grandi e folte, discendono da questa prole incrociata.
In alcune località, i primitivi bovini dell'Europa meridionale, come Sayaguesa e Chianina, sono stati incrociati con gli Heck per migliorarne i caratteri fenotipici degli uri, originando il c.d. "Bovino Taurus" (v.si seguito).

### La controversia scientifica
Le critiche alla metodologia e al risultato dei programmi dei fratelli Heck risalgono almeno agli anni cinquanta. Cis van Vuure descrive il lavoro di W. Herre nel 1953 e O. Koehler nel 1952 che scoprirono: "Una mancanza di conoscenze di base sugli estinti uri, ampi criteri di selezione nell'esperimento di riproduzione e la ricca immaginazione e compiacenza dei due i fratelli portarono alla loro eccessiva semplificazione della procedura di riproduzione. La critica si concentrava anche sulla disattenzione, sulla facilità e sulla velocità con cui avevano condotto i loro esperimenti, nonché sulla base genetica". Inoltre: "A causa dell'assenza di una marcata somiglianza nelle dimensioni, nel colore e nella forma del corno, tra gli altri aspetti, i bovini Heck non possono essere considerati simili agli uri. Piuttosto, dovrebbero essere visti come una popolazione di bovini in cui si possono trovare alcune caratteristiche degli uri; un tratto che condividono con molte altre popolazioni di bovini." Secondo alcuni esperti, le razze primitive di bovini dell'Europa meridionale sono molto più vicine agli uri rispetto ai bovini Heck, come il toro da combattimento spagnolo.
I bovini Heck vengono propagati in alcuni luoghi per svolgere il ruolo di megafauna estinta nell'ecosistema. Tuttavia, i sostenitori dei bisonti europei sostengono che la gestione del paesaggio del bestiame di Heck è uno stratagemma di pubbliche relazioni al fine di ottenere illegittimamente il supporto per il bestiame di Heck a spese di una vera specie autoctona, il bisonte europeo.
Poiché il bestiame di Heck ha una somiglianza minore con l'uro rispetto ad altre moderne razze di bovini, nei Paesi Bassi si è formato un nuovo progetto di allevamento, il "Tauros Program". Utilizzando il genoma mitocondriale ricostruito degli uri, è stata testata l'idoneità di razze primitive resistenti - come la Sayaguesa, la Pajuna e la Maremmana primitiva - al fine di individuare l'antico DNA e caratteri fenotipici dei bovini primitivi per unirli in un'unica razza abbastanza robusta per far fronte ai rigori della vita selvatica com'era per gli uri.

### L'evoluzione del progetto selettivo: il "Bovino Taurus"

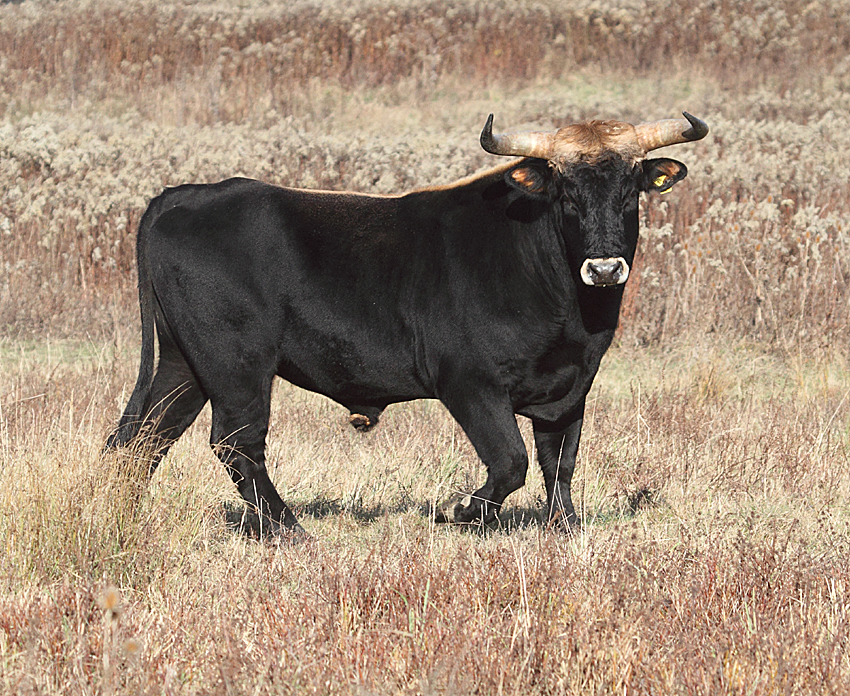
Toro Taurus "Lamarck" (50% Sayaguesa, 25% Heck, 25% Chianina) nella riserva di Lippeaue nella Renania settentrionale-Vestfalia.

L'ABU (Arbeitsgemeinschaft Biologischer Umweltschutz), un gruppo di conservazione in Germania, ha iniziato ad incrociare i bovini Heck con le razze primitive dell'Europa meridionale nel 1996, con l'obiettivo di aumentare la somiglianza degli Heck con gli uri. Questi incroci sono chiamati "Bovini Taurus". L'obiettivo era aumentare le caratteristiche "uro" mancanti negli Heck, usando esemplari di Sayaguesa, Chianina e, in misura minore, i bovini da combattimento spagnoli. Lo stesso si fa nel Parco nazionale di Hortobágy (Ungheria), usando anche Grigie ungheresi e Watusi, e nel Lille Vildmose National Park (Danimarca), usando finora solo Chianina e Sayaguesa, e in Lettonia.

## Morfologia

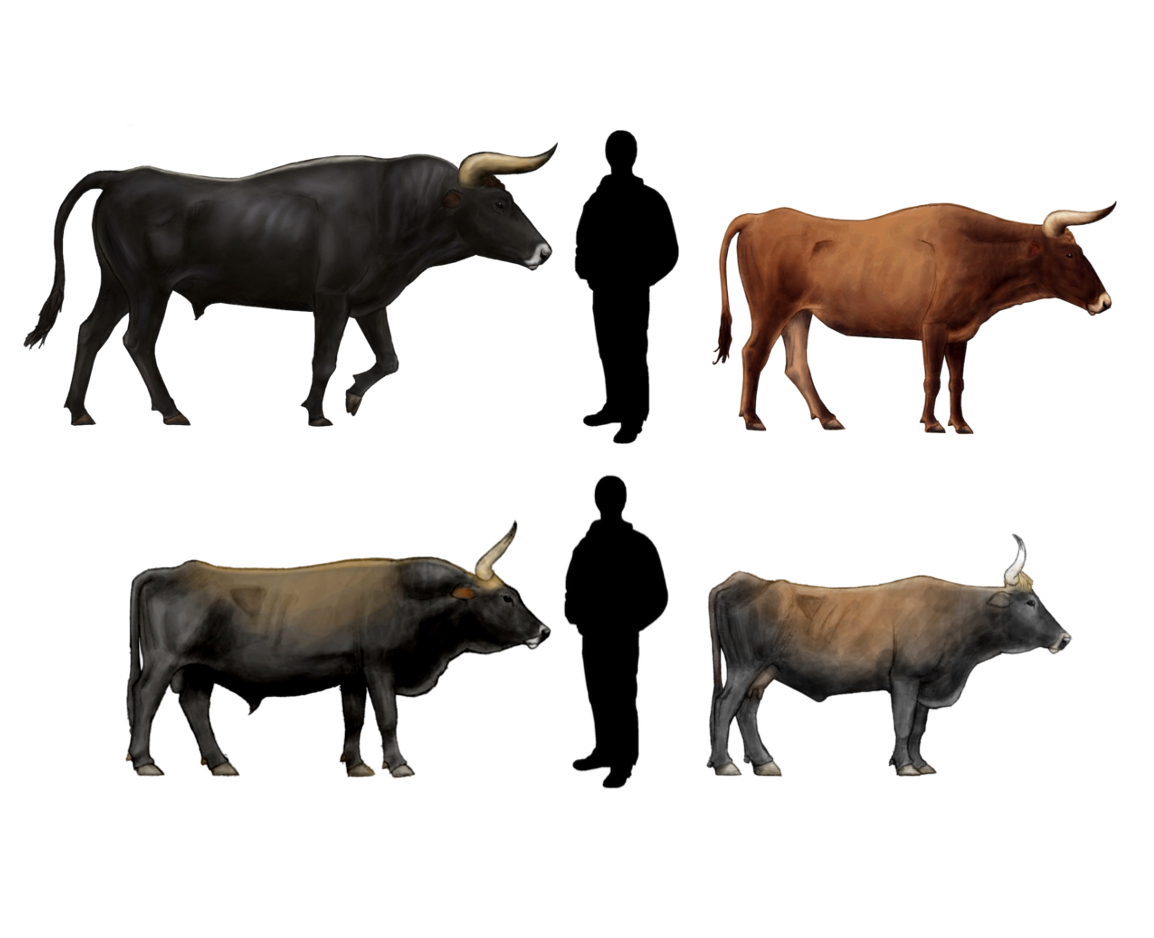
Confronto dell'aspetto ricostruito degli uri (in alto) con lo standard dei bovini di Heck (in basso)

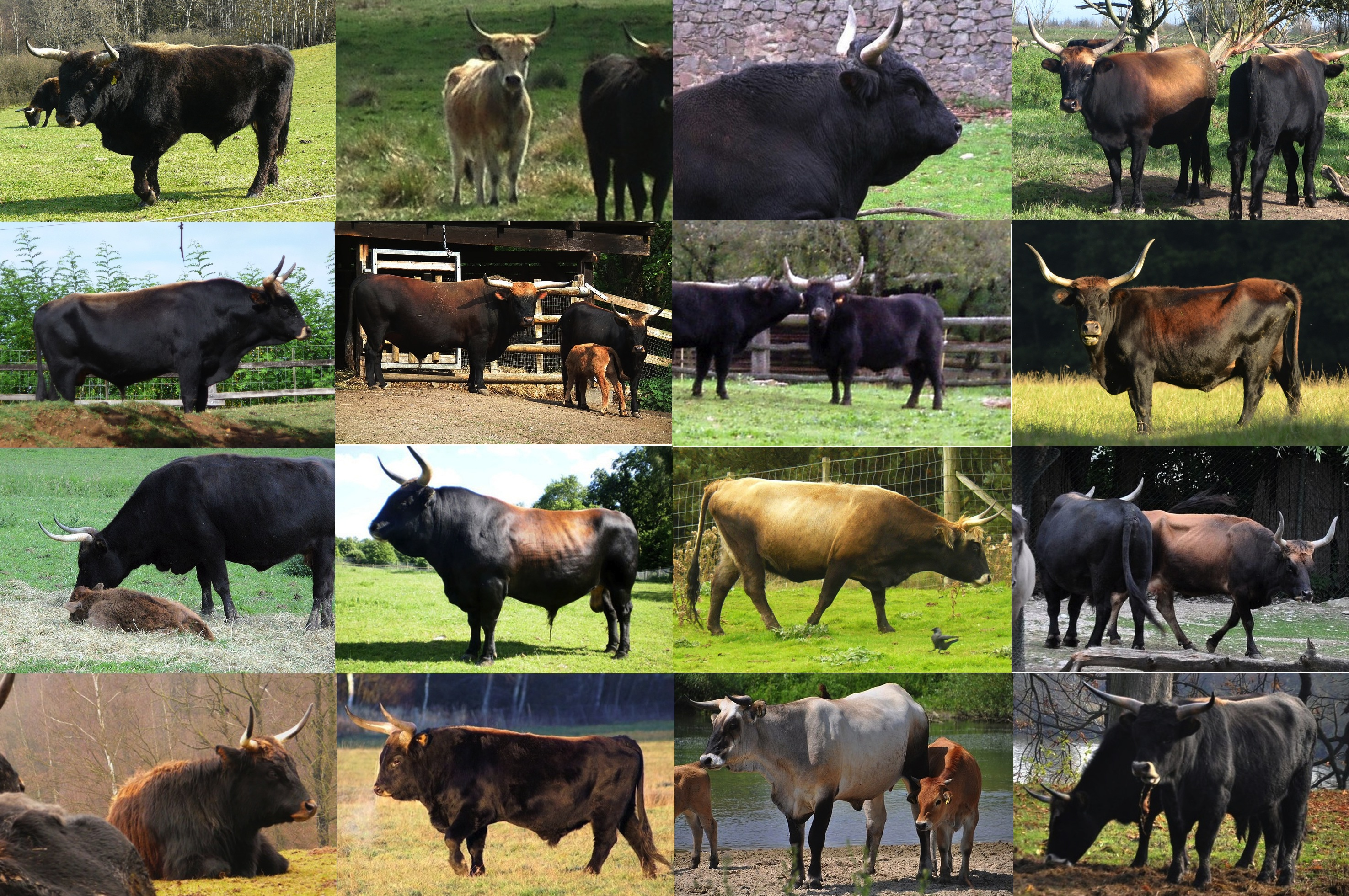
Esemplari di bovini di Heck: è evidente la disomogeneità morfologica della "razza".

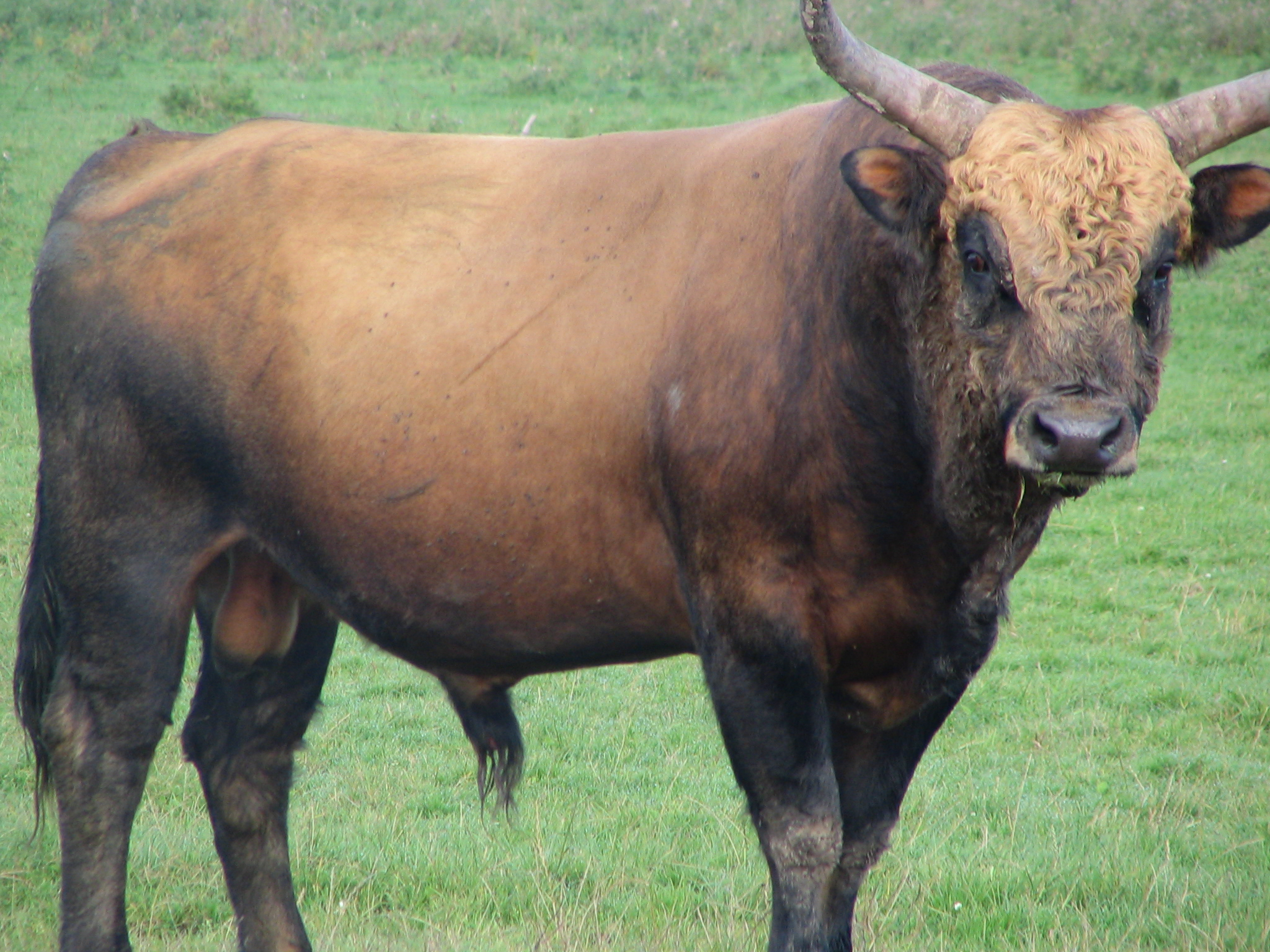
Un toro di Heck che mostra uno dei colori del mantello divergente all'interno del pool genetico di bovini Heck - Oostvaardersplassen.

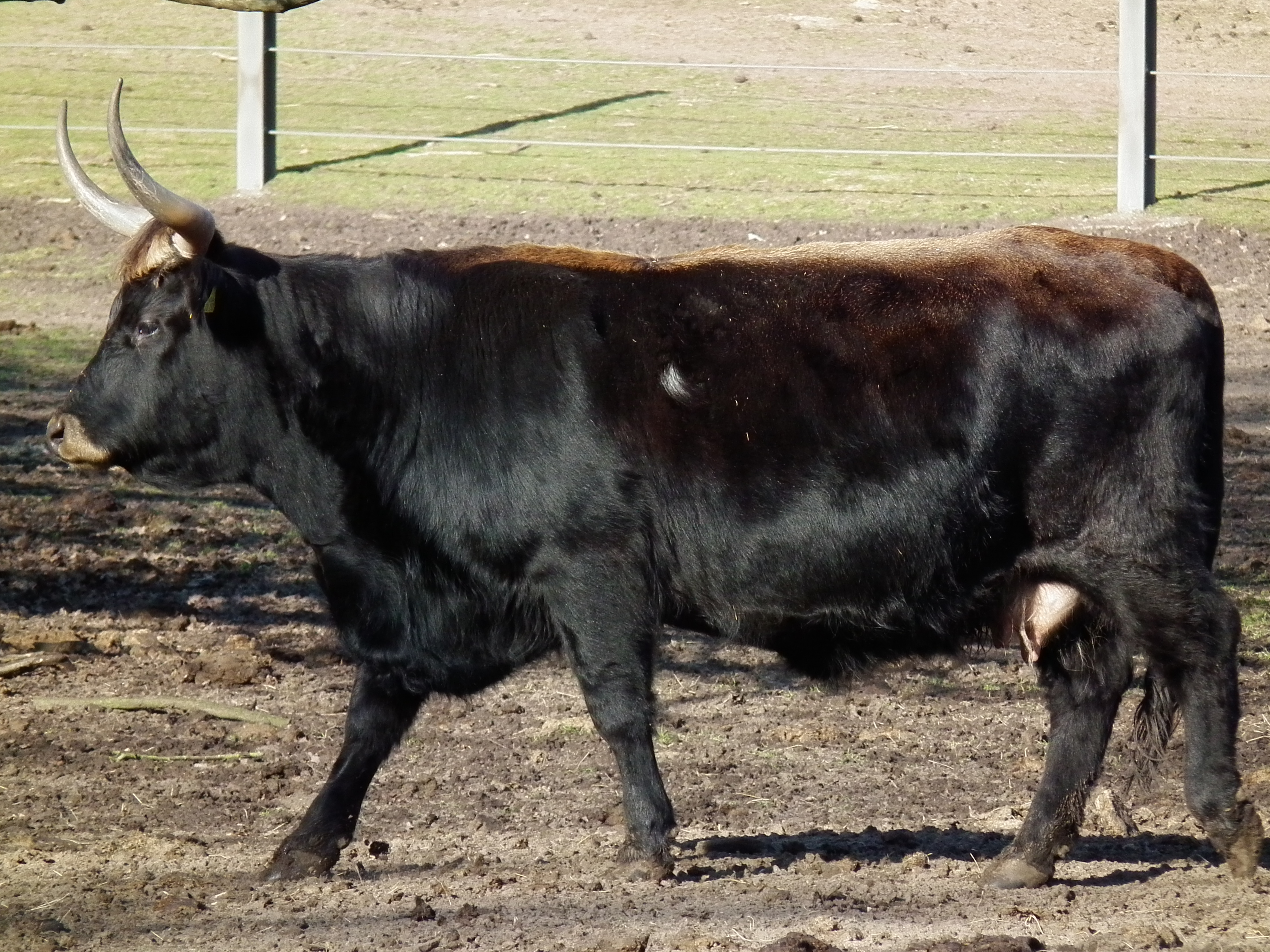
Mucca di Heck - Mannheim (DE)

Un toro Heck tipico dovrebbe essere alto 1,4 m (4'5"), contro gli 1,3 m (4'3") di una mucca, con un peso di almeno 600 kg (1.300 libbre). Gli Heck sono 20/30 cm più corti degli uri che dovrebbero emulare. I tori Heck non sono più grandi di altri tori domestici e in realtà persino più piccoli dei tori utilizzati nell'agricoltura intensiva moderna, mentre i tori di uro raggiungevano altezze delle spalle comprese tra 160 e 180 cm, in rari casi anche di 200 cm, con un peso stimato di 700-1000 kg (2.200 libbre).
La taglia non è l'unico aspetto in cui il Bovino di Heck differisce dal suo antenato selvaggio. Gli Heck sono corpulenti come molte altre razze domestiche laddove invece l'uro selvatico era atletico. Le zampe degli Heck sono più corte e il tronco molto più lungo rispetto agli uri, in cui l'altezza delle spalle e la lunghezza del tronco erano quasi uguali. Gli Heck hanno una testa relativamente piccola e corta, mentre gli uri avevano una testa allungata e grande seduta sul collo muscoloso. L'uro aveva una muscolatura della spalla ben sviluppata, sostenuta da lunghe spine ossee, che è assente negli Heck. Tutto sommato, le proporzioni e la forma corporea degli Heck non sono significativamente simili agli uri e non differiscono da molte altre razze domestiche.
Le corna degli uri avevano una forma caratteristica e relativamente stabile: alla base crescevano verso l'alto e l'esterno, poi piegavano verso l'interno, in avanti, e sulle punte tornavano a salire, sempre verso l'interno. Le corna degli uri erano grandi e spesse: lunghe 80–100 cm e larghe anche più di 10 cm. Le corna degli Heck differiscono per molti aspetti. Di solito, si curvano troppo verso l'alto o verso l'esterno rispetto all'originale, o non raggiungono la lunghezza o il diametro degli uri. In generale, le corna degli Heck richiamano quelle della razza utilizzata per la selezione: spec. i Grigi Ungheresi.
Nel colore del mantello il Bovino di Heck può assomigliare ad un Uro, poiché i tori hanno un mantello complessivamente nero con una striscia poco pronunciata e le mucche sono bruno-rossastre. Tuttavia, alcuni tori Heck possono avere una sella di colore chiaro sul retro (che apparentemente non era presente negli uri europei) e il dimorfismo sessuale non è molto evidente a livello cromatico: tori e mucche possono presentare mantello scuro con sella colorata tanto quanto essere di colore più chiaro. Altri colori devianti sono: grigiastro/grigio (toro) o beige (mucca). Appaiono anche macchie bianche, tipiche delle razze da latte, tipo Holstein.
I bovini Heck mostrano insomma una maggiore eterogeneità rispetto a qualsiasi animale selvatico o alla maggior parte delle altre razze domestiche. Esistono notevoli variazioni nel colore del mantello, nella forma e nelle dimensioni del corno, nonché nelle dimensioni e nelle proporzioni. Oltre alle caratteristiche desiderate da "simil-uro" appaiono insomma molte caratteristiche divergenti.
I bovini Heck differiscono dunque molto dagli uri. Esistono inoltre razze bovine che già rassomigliano molto l'antenato selvatico, come il toro da combattimento spagnolo. Tuttavia, gli Heck sono in grado di sostentarsi allo stato brado con basse temperature e/o cibi poveri di nutrienti. D'altra parte, ci sono altre razze bovine robuste che affrontano le difficoltà della vita allo stato brado tanto quanto gli Heck.

## Distribuzione
Ci sono circa 2000 bovini di Heck in Europa e (in minor misura) altrove. Molti sono negli zoo tedeschi come retaggio dell'esperimento dei fratelli Heck. A Oostvaardersplassen nel Flevoland (Paesi Bassi), circa 600 Heck vagano liberamente. Gli animali deboli sono soggetti a caccia selettiva per prevenire loro sofferenze inutili. Altri Heck sono al Falkenthaler Rieselfelder vicino a Berlino, nella riserva naturale di Nesseaue vicino a Jena, in Turingia e alla riserva naturale Grubenfelder Leonie di Auerbach, in Baviera. Circa 100 Heck furono registrati in Francia nel 2000. Nel 2009 nove femmine e quattro maschi sono stati importati nel sud-ovest dell'Inghilterra dal Belgio. Derek Gow, un ambientalista britannico che gestisce una fattoria a Lifton nel Devon, nel 2009 ha acquistato una mandria di 13 Heck dal Belgio. La mandria è cresciuta fino a 20 animali, ma nel 2015 Gow ha macellato tutti tranne sei a causa di problemi di gestione.

## Galleria d'immagini
|  |  |  |  |  |